# Mörsaren Karl

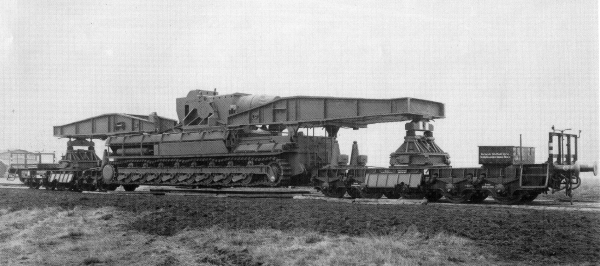
Mörsaren Karl förbered för järnvägstransport.

Mörsaren Karl var en tysk tung självgående belägringsmörsare tillverkad av Rheinmetall. Den är den tyngsta självgående artilleripjäsen som har varit i aktiv tjänst. Pjäsen utvecklades från ett förslag från Rheinmetall 1936 om en tung pjäs för att angripa de kraftigaste befästningarna i Maginotlinjen. 1937 fick man en beställning på att utveckla en självgående pjäs.  Pjäsen fick sitt namn från generalen Karl Becker vid Heereswaffenamt som var djupt involverad i utvecklingen av pjäsen.

## Pjäser
Sju pjäser tillverkades och fick individuella namn, den sjunde användes enbart till tester:
- Baldur
- Wotan
- Thor
- Odin
- Loki
- Ziu
- Fenrir

## Användning
1941
Under operation Barbarossa sattes ett batteri om två pjäser, från schwere Artillerie-Abteilung 833, in mot fästningen i Brest-Litovsk. Totalt avfyrade batteriet 31 granater mot fästningen.
1942
Den 18 februari fick schwere Artillerie-Abteilung 833 order om att sätta upp ett batteri med tre pjäser som skulle användas i belägringen av Sevastopol. Batteriet gick i ställning i slutet av maj och öppnade eld den 2 juni som en del av 11. Armees bombardemang av stadens försvarsverk. Batteriet sköt närmare 200 granater innan staden erövrades den 4 juli. En stor del av granaterna sköts mot kustartilleribatteri Maksim Gorkij I. Batteriet hade två kraftigt bepansrade dubbeltorn med 305 millimeters kanoner ovanför markytan, under mark fanns ammunitionsdurkar och förläggningar i en bunker av armerad betong. Batteriet hade börjat byggas 1912 men byggnadsarbetet avbröts 1915, efter revolutionen och inbördeskriget så återupptogs arbetena på batteriet 1928 och batteriet var färdig 1934. Batteriets kanoner var slagskeppskanoner från första världskriget som hade en räckvidd på närmare 30 kilometer och avfyrade granater som vägde 446 kg. Detta gav möjligheten att understödja de försvarande sovjetiska förbanden under belägringen av staden med träffsäker och kraftfull eld. Batteriet hade en kraftig nackdel när det gällde försvaret mot framryckning från landsidan, genom att kanonerna bara kunde skjuta flackbaneeld så hade man ingen möjlighet att bekämpa mål som grupperats bakom kullar. Batteriet med Mörsaren Karl grupperades 3,5 kilometer från kustartilleribatteriet och bakom en kulle, varifrån man kunde skjuta ostört.
1944
Den 14 augusti sattes ett batteri, Heeres-Artillerie-Batterien 628, upp med pjäsen Ziu för att detacheras till 9. Armee, som skulle slå ned det polska upproret i Warszawa. Batteriet kom till Warszawa den 17 augusti och gick i aktion så snart tåget med ammunition hade anlänt dagen därpå.
1945
Det sista kända tillfället då Mörsaren Karl sattes in i strid var den 25 mars då en pjäs ur Heeres-Artillerie-Batterien 608 sköt 14 granater mot Ludendorff-bron vid Remagen.

## Bevarade exemplar
- Ziu finns på Kubinka stridsvagnsmuseum (Ryssland). Den är felaktigt försedd med namnet Adam.